# Örey, Pazarlar
Örey là một xã thuộc huyện Pazarlar, tỉnh Kütahya, Thổ Nhĩ Kỳ. Dân số thời điểm năm 2008 là 308 người.